# Plav
Plav (cyr. Плав, alb. Plavë, Plava) – miasto w Czarnogórze, siedziba gminy Plav. Leży w Sandżaku. W 2011 roku liczyło 3717 mieszkańców.